# Château de Rosières (Ardèche)
Pour les articles homonymes, voir Château de Rosières.
Le château de Rosières est un château situé à deux kilomètres de Saint-Félicien, en Ardèche, sur un éperon rocheux surplombant la Daronne (rivière). Il est situé en Auvergne-Rhône-Alpes.

## Historique
Le poète régionaliste de l'Ardèche Charles Forot cite une tradition locale qui ferait remonter le château au XIIe siècle.
Cependant, la première référence écrite qui soit parvenue jusqu'à nous est un hommage de 1302 de Jean de Châteauneuf, damoiseau, à Alexandre de Saint-Didier, seigneur de Saint-Didier et Rochefort pour ses fiefs et métaieries de Rozési dans le mandement de Rochefort.
Il est probable que le château ait été très endommagé pendant la guerre de Cent Ans, ce qui conduisit
en 1477 les descendants de Jean de Châteauneuf à vendre la terre de Rosières à Dragonnet de Burine (ou Bury), notaire à Boucieu-le-Roi.
Le 12 janvier 1580, Pierre de Rosières, descendant de ce dernier, eut commission du Maréchal de Montmorency pour lever une compagnie à Désaignes afin de contrer l'influence des Protestants dans la région. L'année suivante, il devient gouverneur pour le roi de la ville et du château de Désaignes.
En décembre 1587, l'armée protestante de François de Châtillon, déjà en déroute à la suite de la bataille de Vire-Culs est impliquée dans une escarmouche à proximité du château de Rosières contre la compagnie de Rosières. Elle trouvera refuge au château de Retourtour à Lamastre.
Christophe de Rosières, fils de Pierre de Rosières, reçut du Duc de Levis-Ventadour le 3 avril 1628 commission pour lever une compagnie de 50 hommes pour le service du roi dans le Vivarais. Le 5 décembre 1637, il obtint l'érection de son fief de Rosières en seigneurie indépendante, issue du démembrement de la seigneurie de Rochefort, avec droit de haute et basse justice, de cense et double cense et de guet et de garde et autres en usage dans le pays. Son fils Charles devint abbé de l'abbaye de Bonnevaux (1643-1690) et le domaine passa à sa sœur Magdeleine-Marthe qui l'apporta en dot à son mariage en 1654 avec Antoine de Reboulet, seigneur de la Bâtie d'Andaure, Ruissas, Boucieu et Monteils.
Le domaine passa à leur fils Charles de Reboulet qui mourut en 1717 et testa en faveur de sa sœur Marie-Magdeleine avec une clause de substitution pour son neveu et filleul Charles de Reboulet, mais ce dernier assassina sa tante et le château passa à un autre neveu, Henri-César de Lestrange, marquis de Grozon. 
Sa fille Catherine Claudine épousa le 3 juillet 1743 Charles de Romanet, baron de Beaudiner, à qui elle porta en dot tous les biens des familles de Lestrange, Reboulet et Rosières. Leur fils, Louis Charles César, devint général de brigade de la Première République.

## Description
Le château de Rosières est situé à 2 km du village de Saint-Félicien, sur un promontoire rocheux surplombant la vallée de la Daronne, avec une vue sur le village de Pailharès à l'Ouest, la tour d'observation de Rochefort (Xe siècle) au Sud et la vallée du Rhône, le Vercors et les Écrins à l'Est. Il est entouré d'une levée de terre semi-circulaire d'environ 160 mètres de diamètre qui présente des restes de fortifications et sur laquelle ont été aménagés des jardins en terrasse. Le château principal, probablement en majeure partie du XVe siècle, présente deux tours du côté nord. Il aurait eu deux étages supplémentaires à la fin du XVIIIe siècle.
Côté nord, un corps de ferme présente une autre tour, qui pourrait être un vestige du château originel du XIIe ou XIIIe siècle. 
On note également côté Est une chapelle du XVIIe siècle.

## Toponymie
Le toponyme Rosières (parfois orthographié Rozière, Rouzières, ou Rouziers) vient de l'occitan et signifie un "lieu planté de roses".

## Anecdotes
Le château de Rosières apparaît dans la saison 3 de la série TV britannique Escape to the château: DIY (en)